# Mappy (jeu vidéo)
Pour l’article homonyme, voir Mappy.
Mappy est un jeu vidéo de plates-formes créé par la société japonaise Namco, sorti en 1983 sur borne d'arcade. Le jeu a été conçu par Tōru Iwatani, l'auteur du célèbre Pac-Man. Le jeu a été adapté sur les ordinateurs FM-7, MSX, PC-88 et les consoles Famicom et Game Gear.
Mappy a eu une suite sur borne d'arcade en 1986, Hopping Mappy, et deux autres sur la console NES : Mappy-Land en 1986 et Mappy Kids en 1989.

## Système de jeu
Le joueur contrôle une souris policière dans une maison remplie de butins que des chats cambrioleurs tentent de voler. La maison est divisée en plusieurs étages que le joueur doit atteindre pour collecter les butins en utilisant des trampolines et tout en évitant les chats.

## Conversions
Mappy a été adapté sur FM-7 en 1983, Famicom, MSX en 1984, PC-88 en 1986 et Game Gear en 1991.
Dans les années 1990 et 2000, le jeu est réédité dans diverses compilations comme les Namco Gallery Vol.1, Namco Museum Vol.2, Namco Museum 50th Anniversary, Namco Museum Battle Collection, Microsoft Revenge of Arcade, rendant le jeu disponible sur Game Boy, PlayStation, PlayStation Portable, GameCube, PlayStation 2, Xbox et Windows. Il est réédité sur Game Boy Advance dans la collection NES Classics. Parmi les dernières conversions on trouve celle pour Lansay Tivi Pad Mrs Pac Man apparu en 2004.

## Record
Le record sur borne arcade est détenu par l'Américain Greg R. Bond, qui a atteint le score de 1 277 410 le 6 juin 2004.